# Yanni Sampson
Yanni Sampson (7 oktober 2004) is een Belgische atleet, die gespecialiseerd is in het verspringen. Hij veroverde vier Belgische titels.

## Biografie
Sampson werd in 2023 voor het eerst Belgisch kampioen verspringen. In 2024 won hij ook de Belgische indoortitel. Outdoor verlengde hij met een persoonlijk record zijn Belgische titel.
Club
Sampson is aangesloten bij RFC Liège Athlétisme.

## Belgische kampioenschappen
Outdoor
| Onderdeel   | Jaar       |
| ----------- | ---------- |
| verspringen | 2023, 2024 |

Indoor
| Onderdeel   | Jaar       |
| ----------- | ---------- |
| verspringen | 2024, 2025 |

## Persoonlijke records
Outdoor
| Onderdeel   | Prestatie | Wind     | Datum        | Plaats  |
| ----------- | --------- | -------- | ------------ | ------- |
| verspringen | 7,54 m    | +0,5 m/s | 30 juni 2024 | Brussel |

Indoor
| Onderdeel   | Prestatie | Datum            | Plaats |
| ----------- | --------- | ---------------- | ------ |
| verspringen | 7,71 m    | 23 februari 2025 | Gent   |

## Palmares
verspringen
- 2022:  BK AC – 7,19 m
- 2023:  BK AC indoor – 6,99 m
- 2023:  BK AC – 7,40 m
- 2024:  BK AC indoor – 7,42 m
- 2024:  BK AC – 7,54 m
- 2025:  BK AC indoor – 7,71 m